# صفحات خادم نشطة
صفحات الخادم النشط (بالإنجليزية: Active Server Pages أو ASP)‏ هي تقنية من إنتاج مايكروسوفت لتعمل على محركات الخوادم لصفحات الويب الديناميكية. كانت أنشئت في البداية لخادمات معلومات الإنترنت من خلال ويندوز إن تي 4.0، ولكن تم إدراجه في أنظمة ويندوز لتشغيل الخوادم منذ ويندوز 2000 سيرفر.